# Брежезинский, Вадим Владимирович
Вадим Владимирович Брежезинский (5 августа 1978) — белорусский футболист, полузащитник.

## Биография
Начинал играть на взрослом уровне в 1995 году в дублирующем составе могилёвского «Днепра» и за четыре года провёл в его составе 66 матчей и забил 2 гола во второй лиге. В 1997 году играл за основную команду «Днепра» в высшей лиге, провёл 4 матча и забил один гол.
В ходе сезона 1998 года перешёл в ФК «Вейно» (позднее — «Вейно-Днепр») и отыграл полтора сезона в первой лиге. В 2000 году играл за аутсайдера высшего дивизиона «Коммунальник» (Слоним). Затем до конца карьеры выступал во второй лиге — за «Спартак-УОР» (Шклов), где провёл почти 100 матчей, и за ФК «Горки».
Всего в высшей лиге Белоруссии сыграл 17 матчей и забил 2 гола.
По состоянию на 2010 год — старший тренер юношеской сборной Могилёвской области. В 2010-е годы работал заместителем начальника управления образования, спорта и туризма Могилевского горисполкома.

## Личная жизнь
Отец, Владимир Дмитриевич (род. 1957) тоже был футболистом, играл на позиции вратаря за могилёвский «Днепр», а затем тренировал команду.